# 후지타 덴
후지타 덴(藤田田, 1926년 3월 13일 ~ 2004년 4월 21일)은 일본의 기업가이다. 수입잡화 판매점인 '후지타상점'과 '일본 맥도날드', '일본 토이저러스' 등을 창업했다.

## 생애
일본 오사카부 오사카시에서 태어났다. 도쿄대학교 법대에 다니던 1950년에 '후지타상점'을 설립했다. 1971년에는 '일본 맥도날드', 1989년에는 '일본 토이저러스', 1991년에 '일본 블록버스터'를 세웠다. '일본 맥도날드'를 경영하면서 일본에서 '가격 파괴' 열풍을 일으키는 등 경영 감각의 카리스마로 일컬어지기도 했다. 저술가로서도 활약했다. 1972년에 펴낸 '유태인의 상술'은 베스트셀러가 됐다.

## 기타
한국계 일본인 기업가 손정의가 고등학생이었을 때 만나달라는 요청을 수락한 뒤 컴퓨터 관련 사업을 해보라고 조언했다.

## 같이 보기
- 레이 크로크
- 손정의